# 개금동
개금동(開琴洞)은 대한민국 부산광역시 부산진구의 법정동이다. 행정동으로 개금1·2·3동으로 나뉜다.

## 교육
개금2동
- 인제대학교 부산캠퍼스

개금3동
- 광무여자중학교

## 주거

### 아파트
개금동
- 대상건설 개금역 대상웰리움 : 2017년 7월 입주.
- 이진종합건설 이진젠시티 개금 : 2023년 1월 입주예정.